# Marie-Louise Linssen-Vaessen
Marie-Louise Jean Joséphine Linssen-Vaessen, né le 19 mars 1928 à Maastricht et morte le 15 février 1993 à Horst, était une nageuse néerlandaise.

## Carrière
Marie-Louise Linssen-Vaessen a remporté trois médailles olympiques durant sa carrière.
Après avoir obtenu deux médailles de bronze aux Jeux olympiques d'été de 1948, quatre ans plus tard aux Jeux d'Helsinki, elle devenait vice-championne olympique avec ses équipières du relais 4 × 100 m nage libre.

## Palmarès

### Jeux olympiques d'été
- Jeux olympiques d'été de 1948 à Londres (Royaume-Uni)
  -  Médaille de bronze sur 100 m nage libre
  -  Médaille de bronze en relais 4 × 100 m nage libre
- Jeux olympiques d'été de 1952 à Helsinki (Finlande)
  -  Médaille d'argent en relais 4 × 100 m nage libre

### Championnats d'Europe
- Championnats d'Europe 1947 à Roquebrune-Cap-Martin (France)
  -  Médaille d'argent du relais 4 × 100 m nage libre
- Championnats d'Europe 1950 à Vienne (Autriche)
  -  Médaille d'or du relais 4 × 100 m nage libre
  -  Médaille d'argent du 100 m nage libre

## Sources
- (en) Cet article est partiellement ou en totalité issu de l’article de Wikipédia en anglais intitulé « Marie-Louise Linssen-Vaessen » (voir la liste des auteurs).